# René Viviani
Jean Raphaël Adrien René Viviani (8. listopadu 1863, Sidi Bel Abbès – 7. září 1925, Paříž) byl francouzský politik. V letech 1914 až 1915 byl premiérem Francie. Byl rovněž ministrem práce a sociálního zabezpečení (1906–1910), ministrem školství (1913–1914, 1916–1917), ministrem zahraničních věcí (1914, 1915) a ministrem spravedlnosti (1915–1917). Byl představitelem Republikánsko-socialistické strany (Parti républicain-socialiste), do roku 1904 Socialistické strany.
Byl znám jako vášnivý antisemita, tvrdil, že „antisemitismus je nejlepší formou sociálního boje“. Patřil k zakladatelům listu L'Humanité. Podpořil válečné přípravy, během červencové krize a po vypuknutí první světové války však byl zastíněn prezidentem Poincarém. Rezignovat musel pod tlakem válečných neúspěchů. Po válce zastupoval Francii ve Společnosti národů (1920, 1921) a na Washingtonské námořní konferenci. Z veřejného života se stáhl okolo roku 1922. Narodil se v Alžírsku v rodině italských přistěhovalců.